# Oscar Calics
Oscar Osvaldo Calics Mazúa (Buenos Aires, 18 novembre 1939) è un ex calciatore argentino, di ruolo difensore.

## Carriera

### Club
Cresciuto nel Banfield, arrivò in Prima Divisione nel 1963 dopo la vittoria del campionato cadetto del 1962 con una squadra ancora oggi ricordata come una delle migliori nella storia del club. Nel 1966 passa al San Lorenzo vincendo il Torneo Metropolitano del 1968. Nel 1971 emigra in Colombia nell'Atletico Nacional con cui conquista il campionato nazionale del 1973. Torna quindi in Argentina per chiudere la carriera con la maglia del Lanús nel 1974.

### Nazionale
Con la Nazionale di calcio dell'Argentina partecipò al Mondiale di Inghilterra 1966 giocando una partita. In totale con la maglia albiceleste giocò 6 partite senza gol.